# Милорад М. Драшковић
Милорад М. Драшковић (Београд, 8. новембар 1921 — Пало Алто, 16. јун 1996) био је српски и амерички универзитетски професор и политиколог. Докторирао је политичке науке. Предавао је на Универзитету Калифорније у Берклију и био је сарадник Универзитета Харвард и емеритус Хуверовог института.

## Биографија
Рођен је 8. новембра 1921. године у Београду, као посмрче др Милорада Драшковића, министра унутрашњих дела Краљевине Срба, Хрвата и Словенаца, кога је 21. јул 1921. године у Делницама убио Алија Алијагић, припадник илегалне комунистичке организације Црвена правда.
Уочи рата је похађао Прву мушку београдску гимназију, где се изградио као либералдемократа и антикомуниста. Придружио је Српском културном клубу, који су водили проф. др Слободан Јовановић и адвокат Драгиша Васић.
За време Другог светског рата, Драшковић је припадао војсци генерала Михаиловића и био један од кључних људи Југословенске равногорске омладине. Био је један од организатора Првог конгреса ЈУРАО у Прањанима, током 13. и 14. јануара 1944. године. У војсци је упознао Димитријем Митом Ђорђевићем и са њим остао пријатељ до краја живота. Пред крај рата, емигрирао је због неслагања са новим комунистичким властима у Југославији.
Завршио је студије политичких наука на Универзитету у Женеви 1949. и ту докторирао 1953. године. Као стипендиста Фонда Комонвелт из Њујорка, током 1955. и 1956. године борави на студијским путовањима.
Најпре је радио као директор студија Европског колеџа у Бриселу, да би 1958. године отишао у Сједињене Америчке Државе. Тамо је радио као доцент на Универзитету Калифорније у Берклију и сарадник Руског истраживачког центра при Универзитету Харвард. Од 1961. до 1993. године је био старији сарадник Хуверовог института за рат, револуцију и мир у Вашингтону, када је добио звање емеритуса. Једно време је био и директор Хуверовог архива. Као истакнути антикомуниста у САД, упознао је и поштовао руског писца Александра Солжењицина.
Умро је 16. јуна 1996. године у месту Пало Алто у Калифорнији.

## Породица
| Фотографија | Име и презиме        | Датум рођења    | Датум смрти   |
| ----------- | -------------------- | --------------- | ------------- |
|             | др Милорад Драшковић | 10. април 1873. | 21. јул 1921. |
|             | Јованка Милановић    |                 |               |